# Roy Hattersley
Roy Sydney George Hattersley, baron Hattersley (ur. 28 grudnia 1932 w Sheffield) – brytyjski polityk, członek, a następnie wiceprzewodniczący, Partii Pracy, minister w rządzie Jamesa Callaghana. Jego matka, Enid Hattersley, zasiadała w radzie Sheffield, a od 1981 r. była burmistrzem tego miasta.

## Życiorys

### Młodość i początki kariery politycznej
Wykształcenie odebrał w Sheffield City Grammar School. Dzięki uzyskanemu stypendium rozpoczął studia na uniwersytecie w Hull. Następnie przeniósł się na uniwersytet w Leeds, gdzie początkowo studiował anglistykę, a następnie ekonomię. Na studiach Hattersley dołączył do Stowarzyszenia Socjalistów, które później zmieniło nazwę na „Labour Club”. Hattersley został wkrótce jego przewodniczącym, a następnie skarbnikiem. Po ukończeniu studiów pracował krótko w hucie stali w Sheffield, a przez kolejne dwa lata pracował w Workers' Educational Association. W 1956 r. został wybrany do rady miasta Sheffield. Przez krótki czas był miejscowym sędzią pokoju. W radzie miejskiej stal na czele komisji prac publicznych, a następnie komisji budownictwa.
W 1959 r. został laburzystowskim kandydatem w wyborach parlamentarnych w okręgu Sutton Coldfield, ale przegrał wybory z kandydatem Partii Konserwatywnej, Geoffreyem Lloydem. W 1963 r. został kandydatem Partii Pracy w okręgu Birmingham Sparkbrook. Hattesley wygrał wybory w 1964 r. z przewagą 1254 głosów.

### Na stanowiskach ministerialnych
Początkowo został parlamentarnym prywatnym sekretarzem minister emerytur Margaret Herbison. Jego pierwsze przemówienie na forum Izby Gmin dotyczyło projektu ustawy o dodatkach mieszkaniowych. W 1967 r. został parlamentarnym sekretarzem ministra budownictwa i samorządu lokalnego. W 1968 r. został podsekretarzem stanu w ministerstwie zatrudnienia. W 1969 r. został wiceministrem obrony odpowiedzialnym za administrację. Z powodu choroby ministra Denisa Healeya Hattersley podpisał rozkaz wysłania wojsk brytyjskich do Irlandii Północnej. Jako polityk opozycji był zastępcą Healeya, który był mówcą Opozycji ds. zagranicznych. Hattersley był zwolennikiem członkostwa Wielkiej Brytanii w EGW. W 1972 r. wbrew oficjalnemu stanowisku partii głosował za przystąpieniem Wielkiej Brytanii do EWG. Następnie Hattesley został mówcą ds. obrony, a następnie ministrem edukacji w gabinecie cieni.
Po powrocie laburzystów do władzy w 1974 r. został ministrem stanu w ministerstwie spraw zagranicznych. W 1975 r. został członkiem Tajnej Rady. Był przewodniczącym brytyjskiej delegacji na szczyt w Reykjavíku. Renegocjował również warunki członkostwa Wielkiej Brytanii w EWG. W wyborach na lidera partii w 1976 r. głosował na Jamesa Callaghana. Ten po zwycięstwie mianował Hattersleya ministrem cen i ochrony konsumenta. Na tym stanowisku Hattersley został członkiem gabinetu. Urząd ten sprawował do wyborczej porażki Partii Pracy w 1979 r.

### W opozycji
Jako polityk opozycji został początkowo ministrem środowiska w gabinecie cieni Callaghana. W 1980 r. organizował kampanię Denisa Healeya na lidera laburzystów. Zwycięzcą wyborów pozostał jednak Michael Foot. Healey został wiceprzewodniczącym partii, a Hattersley otrzymał stanowisko ministra spraw wewnętrznych w gabinecie cieni. Mimo iż sprzeciwiał się socjalistycznym hasłom lewego skrzydła partii nie przyłączył się do grupy polityków prawego skrzydła, którzy w 1981 r. założyli Partię Socjaldemokratyczną. Hattersley został wówczas jednym z założycieli Labour Solidarity, który miał przeciwdziałać rozłamowi w partii.
Po wyborczej klęsce Partii Pracy w 1983 r. Foot zrezygnował ze stanowiska lidera. Hattersley wystartował w nowych wyborach mając za konkurentów Petera Shore’a, Erica Heffera i Neila Kinnocka. Mimo iż cieszył się poparciem prawie całego gabinetu cieni to przegrał rywalizację z popieranym przez ogół deputowanych i związki zawodowe Kinnockiem. W wyborach zajął drugie miejsce i został wiceprzewodniczącym partii. Objął jednocześnie stanowisko opozycyjnego kanclerza skarbu, ale w 1987 r. powrócił na stanowisko ministra spraw wewnętrznych.
Ze stanowisk w partii i gabinecie cieni odszedł po porażce Partii Pracy w wyborach 1992 r. Ponieważ ze stanowiska lidera zrezygnował również Kinnock odbyły się nowego wybory na lidera. Hattersley udzielił poparcia przyszłemu zwycięzcy, Johnowi Smithowi, który w 1983 r. prowadził wyborczą kampanię Hattersleya. W 1993 r. ogłosił, że nie wystartuje w następnych wyborach parlamentarnych, które odbyły się w 1997 r. Został kreowany parem dożywotnim jako baron Hattersley i zasiadł w Izbie Lordów.

## Życie prywatne
Jest kibicem Sheffield Wednesday F.C. Posiada również własne rubryki w Guardianie i Daily Mail.

## Publikacje
- The Edwardians: Biography of the Edwardian Age, 2004, ISBN 0-316-72537-4
- The Life of John Wesley: A Brand from the Burning, 2002, ISBN 978-0-385-50334-1
- Buster's Diaries, 1999, ISBN 0-7515-2917-6
- Blood and Fire: William and Catherine Booth and the Salvation Army, 1999, ISBN 0-316-85161-2
- 50 Years on: Prejudiced History of Britain Since the War, 1997, ISBN 0-316-87932-0
- No Discouragement: An Autobiography, 1996, ISBN 0-333-64957-5
- Who Goes Home?: Scenes from a Political Life, 1995, ISBN 0-316-87669-0
- Between Ourselves, 1994, ISBN 0-330-32574-4
- Skylark's Song, 1993, ISBN 0-333-55608-9
- In That Quiet Earth, 1993, ISBN 0-330-32303-2
- The Maker's Mark, 1990, ISBN 0-333-47032-X
- Choose Freedom: Future of Democratic Socialism, 1987, ISBN 0-14-010494-1
- A Yorkshire Boyhood, 1983, ISBN 0-7011-2613-2
- Press Gang, 1983, ISBN 0-86051-205-3
- Goodbye to Yorkshire, 1976, ISBN 0-575-02201-9